# Palazzo dell'Ordine Teutonico

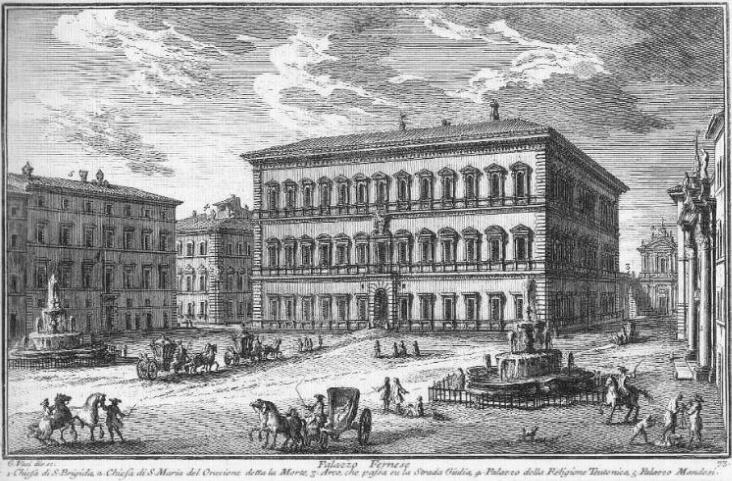
Gravura de Giuseppe Vasi (1748) da Piazza Farnese. O Palazzo dell'Ordem Teutonico é o de esquina à esquerda, entre o Palazzo Mandosi e o Palazzo Farnese (em primeiro plano).

Palazzo dell'Ordine Teutonico ou Palazzo dei Cavalieri dell'Ordine Teutonico é um palácio barroco localizado na esquina da Via dei Mascherone com o Vicolo dei Venti, ao lado do Palazzo Farnese, no rione Regola de Roma.

## História

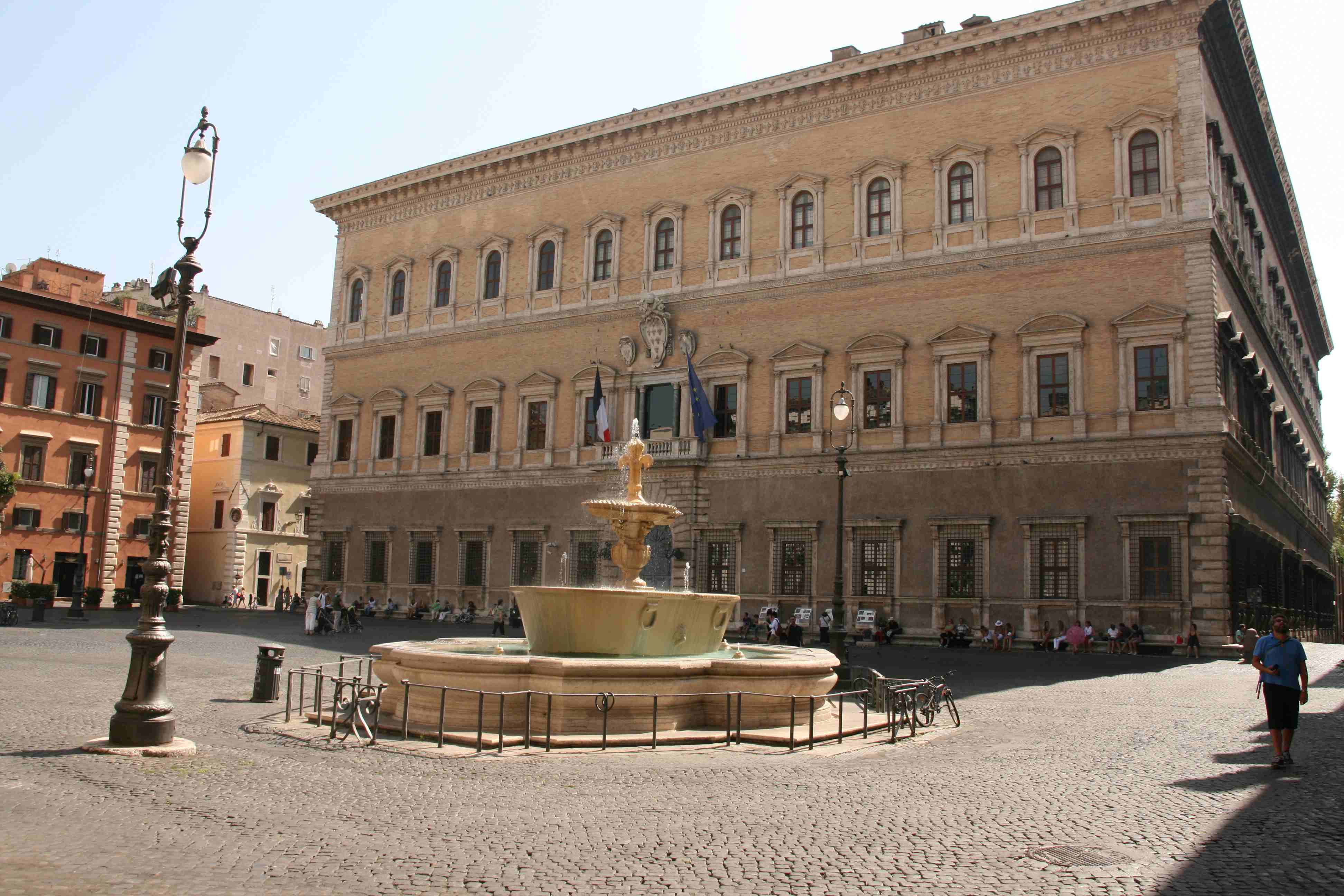
A mesma vista hoje.

A Ordem dos Cavaleiros Teutônicos é uma ordem militar fundada no final do século XII na Terra Santa cujo objetivo era abrigar e proteger peregrinos cristãos germânicos. Contudo, ela é mais conhecida por ter fundado um estado ao longo da costa sul do mar Báltico que, séculos depois, evoluiu para o Ducado da Prússia. Este grande edifício foi construído no século XVII para a ordem, mas já no final do mesmo século mudou de mãos, mas sem perder seu nome; ele foi adquirido pelo imperador Leopoldo I da Áustria, que o vendeu depois para os Sinibaldi, uma antiga família romana, que abrigaram ali um lanifício. No século XVIII, o palácio foi adquirido pelo Estado Pontifício e se transformou na sede do Istituto Ecclesiastico di Maria Immacolata, que ainda hoje funciona no local.

## Descrição
A fachada se abre no piso térreo em um belo portal barroco emoldurado por silhares rusticados em arco com uma porta de madeira original marcada por grande pontões. Sobre ela está uma imagem da Virgem Maria, que fica no lugar onde ficava até o século XVIII o brasão da Ordem Teutônica. O portal é flanqueado por uma série de janelas retangulares de moldura simples, algumas das quais muradas, e, nas esquinas, por dois portais arqueados mais baixos também de moldura simples. Os dois pisos acima do térreo, separados por cornijas marcapiano, são marcados por quatorze janelas, arquitravadas e decoradas em estuque no primeiro e somente emolduradas no segundo piso. Na esquina com o Vicolo dei Venti está uma bela cantoneira em silhares do chão até o beiral em formato de concha.